# Metoda Kohna-Shama
Metoda Kohna-Shama – praktyczna realizacja teorii funkcjonału gęstości (DFT) służącej do modelowania budowy cząsteczek chemicznych lub kryształów. Istotne w niej jest zastąpienie oddziaływań pomiędzy elektronami (problem wielu ciał) koncepcją nieoddziałujących explicite wzajemnie (ale oddziałujących z jądrami i polem zewnętrznym) elektronów, poruszających się w efektywnym potencjale. Potencjał ten uwzględnia oddziaływania dwuelektronowe (korelację kulombowską) oraz korelację wymienną (statystyczną), a także poprawkę do funkcjonału kinetycznego (różnicę między funkcjonałem dla fikcyjnych elektronów nieoddziałujących a funkcjonałem dla elektronów prawdziwych) i poprawkę zmniejszającą energię samoodziaływania, która w metodzie Hartree-Focka jest tożsamościowo kasowana przez odpowiednie wyrazy całek kulombowskich i wymiennych. Kluczowy jest wybór tego potencjału w taki sposób, że gęstość nieoddziałujących elektronów jest taka, jak prawdziwych.
Funkcjonał Kohna-Shama ma następującą postać:
{\displaystyle E[\rho ]=T_{0}[\rho ]+\int \left[{\hat {V}}_{\mathrm {ext} }(\mathbf {r} )+{\hat {U}}(\mathbf {r} )\right]\rho (\mathbf {r} )d\mathbf {r} +E_{xc}[\rho ],}
gdzie:
{\displaystyle T_{0}[\rho ]} jest operatorem kinetycznym dla fikcyjnych elektronów nieoddziałujących wzajemnie,
{\displaystyle {\hat {U}}(\mathbf {r} )=\int {\frac {\rho (\mathbf {r} ')}{\vert \mathbf {r} '-\mathbf {r} \vert }}d\mathbf {r} '} jest operatorem kulombowskim, w którym zawarte jest samoodziaływanie: {\displaystyle E[\rho ]=\int \!\!\int {\frac {\rho (\mathbf {r} ')\rho (\mathbf {r} )}{\vert \mathbf {r} '-\mathbf {r} \vert }}d\mathbf {r} d\mathbf {r} '.}
Operator {\displaystyle {\hat {V}}_{\mathrm {ext} }=\sum _{\alpha }{\frac {-Z_{\alpha }}{\vert \mathbf {r} _{\alpha }-\mathbf {r} \vert }}} opisuje oddziaływanie elektron-jądro oraz, ewentualnie, oddziaływanie z zewnętrznym polem elektrycznym.
Funkcjonał {\displaystyle E_{xc}[\rho ]} jest funkcjonałem korelacyjno-wymiennym.
W ten sposób problem wielu ciał zmienia się w problem separowalny, opisany przez następujący układ równań (zagadnienie własne):
{\displaystyle \left(-{\frac {1}{2}}\Delta +{\hat {V}}_{0}\right)\psi _{i}=\varepsilon _{i}\psi _{i}}
W efekcie człony „trudne” – dwucentrowe – są zastąpione efektywnym potencjałem, zwanym potencjałem korelacyjno-wymiennym.
Otrzymane w ten sposób orbitale, zw. orbitalami Kohna-Shama, a także odpowiadające im energie własne – energie orbitalne, nie mają prostej i ścisłej interpretacji fizycznej (ma ją suma energii orbitalnych, czyli energia elektronowa układu), aczkolwiek okazuje się, że są one bardzo zbliżone do orbitali Hartree-Focka. Wyznacznik Slatera utworzony z takich orbitali jest wypadkową funkcją falową układu i też jest funkcją własną operatora Kohna-Shama.
Głównym problemem jest znalezienie dokładnej postaci potencjału korelacyjno-wymiennego, szczególnie z uwagi na nielokalny charakter funkcjonału wymiennego.
Co więcej, nie istnieje formalna metoda zwiększenia dokładności metody K-S (np. poprzez dodawanie członów rozwinięcia różniczkowego funkcjonału w dziedzinie gęstości elektronowej) z powodu braku stosownej zasady wariacyjnej. Pozostaje to w przeciwieństwie do wariacyjnych metod post-Hartree-Focka (CI, CAS), gdzie uwzględnianie kolejnych członów (konfiguracji wzbudzonych CI) poprawia realnie uzyskaną energię (formalnie: przynajmniej nie pogarsza). Analogicznie, poszerzanie bazy funkcyjnej o nowe funkcje daje lepszą (niższą) energię – tu znów zachodzi zasada wariacyjna.